# Обеспечение безопасности летних Олимпийских игр 2012

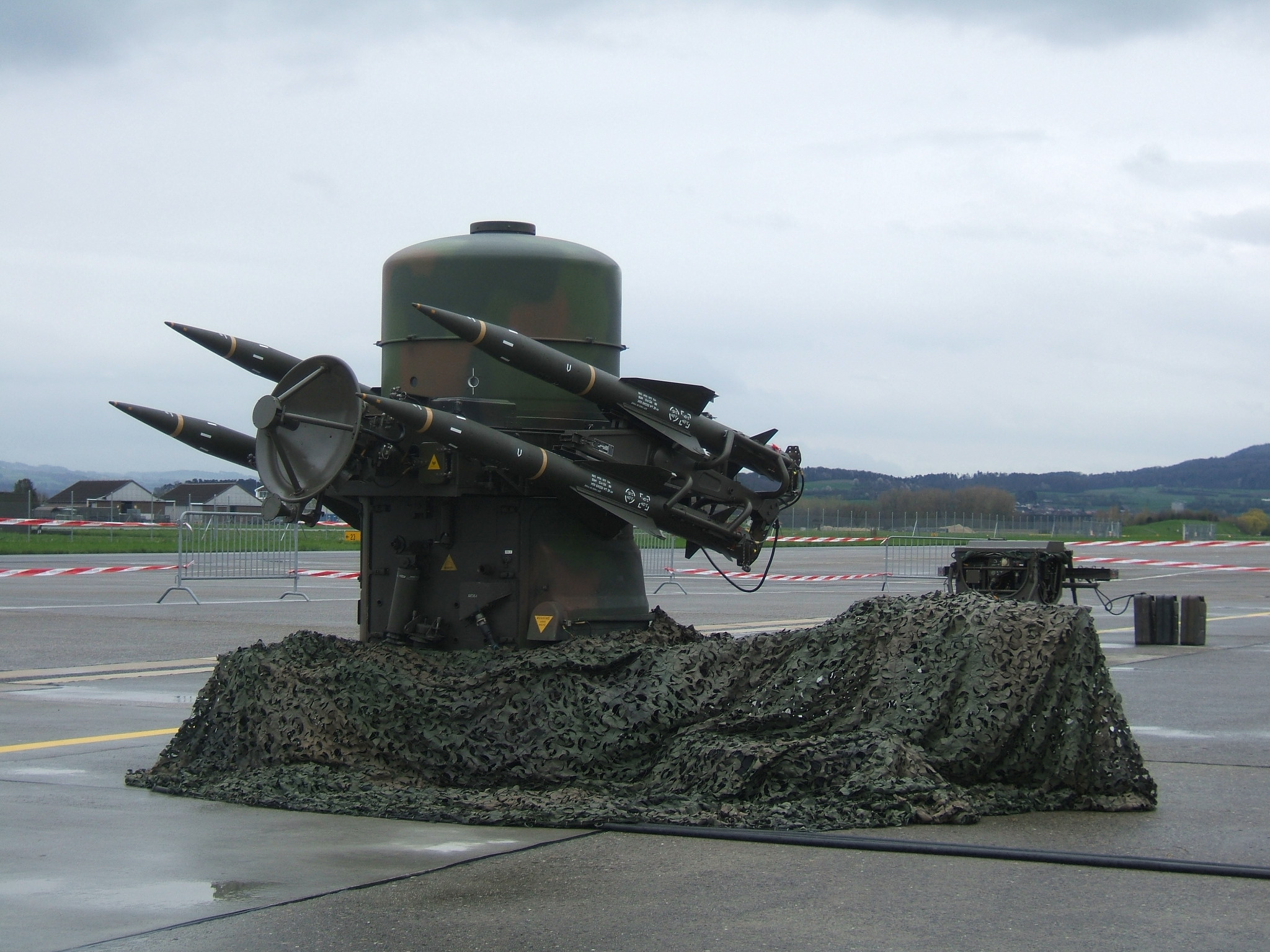
Зенитно-ракетный комплекс Рапира будет использован для защиты Лондона с воздуха.

Безопасность Летних Олимпийских игр 2012 обеспечивалась рядом подразделений Вооружённых сил Великобритании совместно с полицией, было задействовано в общей сложности 13 000 сотрудников полиции и 17 000 человек личного состава вооруженных сил. В рамках операции по обеспечению безопасности была развёрнута морская и авиационная техника, в том числе суда, расположенные в Темзе, самолеты Eurofighter и зенитно-ракетные комплексы. Стоимость мероприятий по обеспечению безопасности Олимпиады возросла с 282 до 553 миллионов фунтов стерлингов. Известно, что компания G4S plc, ведающая обеспечением безопасности Олимпиады, которая должна была предоставить в распоряжение оргкомитета Игр 10400 своих сотрудников, за десять дней до Олимпиады предоставила всего 4200 охранников. Таким образом, общее число сотрудников служб безопасности, задействованных на Олимпиаде-2012, составило порядка 40 000. Эта операция по обеспечению безопасности была крупнейшей за последние десятилетия операцией такого рода на территории Великобритании.
Мероприятия по обеспечению безопасности осуществлялись во взаимодействии со спецслужбами других стран.

## Защита с воздуха

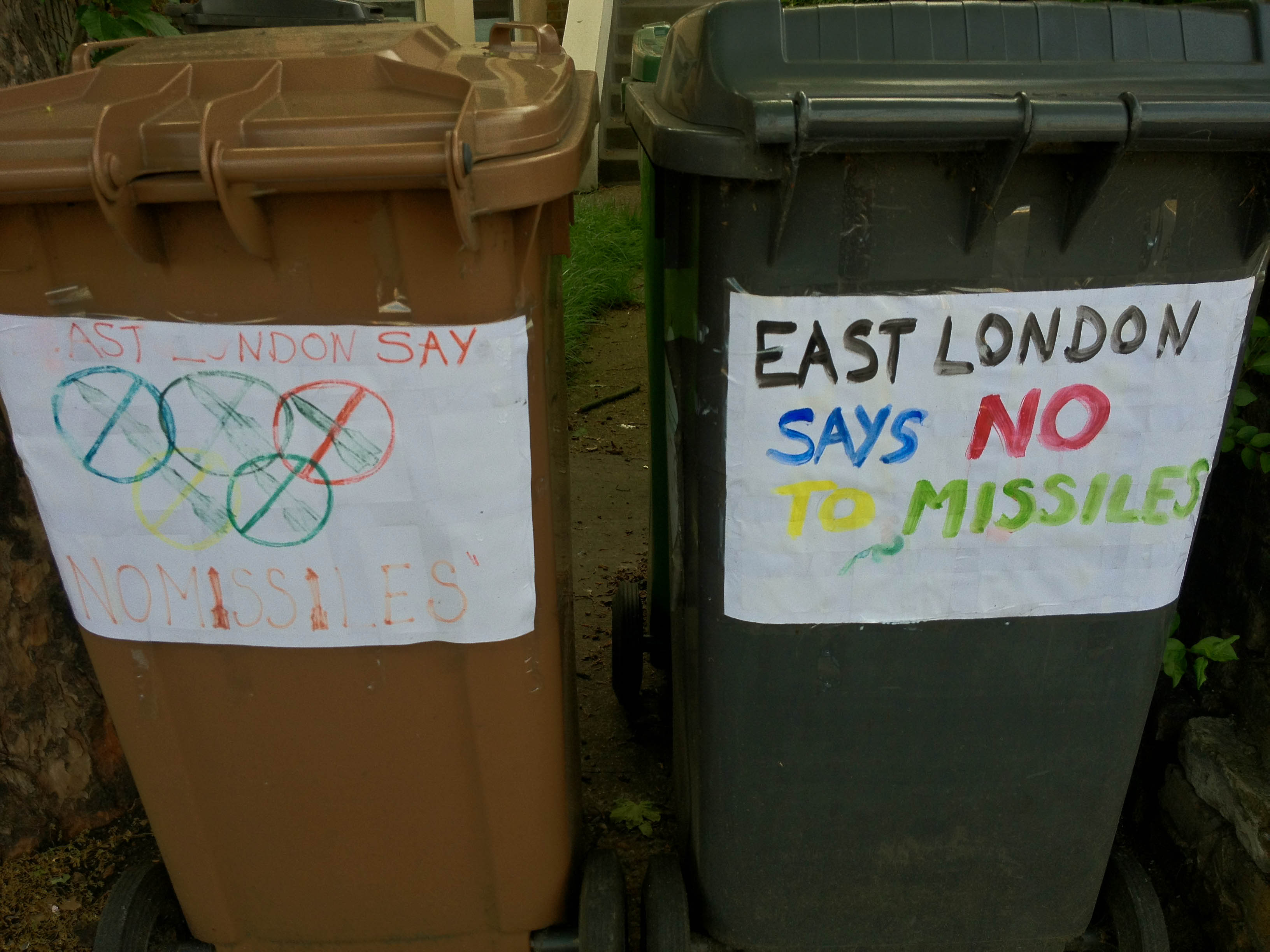
Постеры на мусорных баках против планов размещения ракет во время Олимпиады

Вокруг Олимпийского стадиона установлены системы ПВО — четыре ЗРК Рапира и два с ракетами Starstreak. Британское правительство подтвердило, что они будут размещены в период с середины июля. С 14 июля 2012 Королевские ВВС, подразделения армии и флота начали проводить в жизнь мероприятия по установлению 30-мильной запретной зоны над Лондоном.
Места базирования ЗРК:
- Рапира — Блэкхет Коммон[6]
- Рапира — Окслис Вуд[6]
- Рапира — водохранилище Уильям Гирлинг[6]
- Рапира — Эппинг Форест[6]
- Starstreak — Lexington Building, Fairfield Road, in Tower Hamlets[6]
- Starstreak — Уолтем-Форест[6]

Возможности по отражению угроз с воздуха были проверены на учениях 2-10 мая 2012 под названием Exercise Olympic Guardian. В учениях были задействованы самолёты дальнего радиолокационного обнаружения Boeing E-3 Sentry с базы Королевских ВВС Уоддингтоне, самолёт-заправщик VC-10 с базы ВВС в Нортоне и многоцелевой истребитель Eurofighter Typhoon с базы Нортхольт. Это был первый случай после Второй мировой войны, кода истребители британских ВВС были размещены в западной части Лондона. Поддержку ПВО над Лондоном будут оказывать средние вертолёты Puma, которые будут базироваться в Илфорде, воздушные силы флота с базы в Норхольте, а также Армейский воздушный корпус Великобритании и четыре многоцелевых вертолёта Westland Lynx, действующих с вертолётоносца, который будет швартоваться на Темзе. Будет задействован радар из Центра управления воздушным движением № 1, развёрнутом в графстве Кент, вместе с тремя расположенными в Лондоне армейскими группами, оснащённых биноклями.
В лондонском районе Боу, где должен был быть размещён зенитно-ракетный комплекс на крыше водонапорной башни, это вызвало обеспокоенность у некоторых жителей. В связи в этим Министерство обороны раздавало листовки жителям района с уведомлением, что окончательное решение по этому вопросу не принято.

## Защита с моря

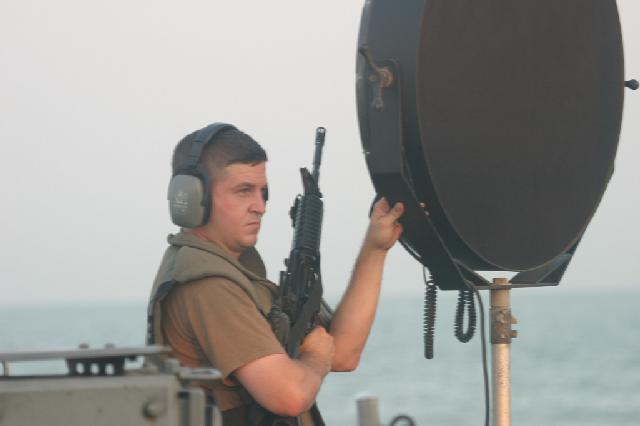
Дальнодействующее акустическое устройство

Королевский военно-морской флот и Королевская морская пехота оснащены дальнодействующим акустическим устройством (LRAD), которое использует направленный звук в качестве противопехотного оружия. Это устройство расположено на десантном корабле, который базируется на Темзе в Вестминстере, и будет использоваться в первую очередь как громкоговоритель, а не как оружие. Королевская морская пехота также взаимодействует с вертолётоносцем и малыми судами, оснащёнными обычными вооружениями.

## Подготовка личного состава
В июле 2012 выяснилось, что компания G4Splc, ведающая обеспечением безопасности Олимпиады-2012, оказалась не в состоянии предоставить дополнительно 3500 солдат, матросов, летчиков и морских пехотинцев для обеспечения безопасности игр. Возникли также опасения, что некоторые из сотрудников G4S слабо владеют английским языком. В интервью радио BBC исполнительный директор компании G4Splc ответил, что он был уверен, что они все свободно владеют английским языком.
Лорд Себастьян Коу, председатель Лондонского оргкомитета Олимпийских Игр в связи с этим отметил, что безопасность Олимпиады — это вопрос, который не может быть компромиссом.